# Bosc-Roger-sur-Buchy
Bosc-Roger-sur-Buchy è un comune francese di 748 abitanti situato nel dipartimento della Senna Marittima nella regione della Normandia.

## Società

### Evoluzione demografica
Abitanti censiti